# ユゼフ・ドヴブル＝ムシニツキ
ユゼフ・ドヴブル＝ムシニツキ（Józef Dowbór-Muśnicki；1867年10月25日 - 1937年10月28日）は、ポーランド、帝政ロシアの軍人。ポーランド・ソビエト戦争時のポーランド軍総司令官。ロシア帝国軍では中将まで昇進した。

## 経歴
ポーランドのサンドミェシュ郡ガルブフの貴族出身。1888年、第2コンスタンチン学校を卒業。
1902年、ニコラエフ参謀本部アカデミーを卒業。第1シベリア軍団の参謀将校として、日露戦争に従軍。1906年、イルクーツク軍管区参謀部先任副官。1908年、第10軍団参謀部附属の委任参謀将校。1910年、第11歩兵師団参謀長。1912年、第7歩兵師団参謀長。
第一次世界大戦勃発と共に、第14シベリア狙撃連隊長となり、四等聖ゲオルギー勲章を受章。1915年9月から第1軍司令官附属の委任将官。1916年2月から第123歩兵師団長、同年11月から第38歩兵師団長。1917年1月、第1軍参謀長代行に任命。二月革命後の1917年4月、第38軍団長に任命。同年8月、臨時政府は民族別の軍団編成に期待をかけ、ドヴブル＝ムシニツキはポーランド軍団（第1、第2、第3ポーランド師団、約2万5千人）の編成を委任された。
ロシア内戦時、1918年1月に反ソ蜂起を起こして白軍に加わり、ポーランドへの併合を目的としてロガチェフ、ジュロビン等白ロシアの都市を占領した。1918年1月、赤軍により撃破されたが、オーストリア軍、ドイツ軍、白ロシア・ラーダの反ソ部隊、ポーランド軍団の支援を受けミンスクを奪取した。ドイツ軍は、白ロシアの占領のためにドヴブル＝ムシニツキの部隊を利用した。
1918年5月、部隊を解散して、ポーランドに帰国。同年11月、ポーランド国籍を取得し、ポーランド軍総司令官に任命され、ポーランド・ソビエト戦争において西白ロシアへの侵攻を指揮した。ユゼフ・ピウスツキの支持者でもあったが、1919年2月に総司令官から解任された。1920年に退役。

## 家族
ドヴブル＝ムシニツキには2人の息子、ゲディミンとオルギュルド、そして2人の娘、ヤニナとアグネシュカがいた。ゲデュミンは1930年代にフランスへ移民、オルギュルドは第二次大戦前に自殺し、2人の娘は第二次大戦で処刑された。ヤニナはカティンの森事件でソ連のNKVDにより殺害された人々のうち、唯一の女性であった。アグネシュカはポーランドの反独闘争のメンバーで、ドイツの占領軍に逮捕され、ワルシャワのパヴィアク刑務所に収監されたのち、パルミリの虐殺で命を落とした。